# Байро, Брэндон
Брэ́ндон Ба́йро (англ. Brandon Biro; род. 11 марта 1998, Шервуд-Парк, Альберта) — канадский хоккеист, центральный нападающий клуба КХЛ «Ак Барс».

## Биография

### Юниорская карьера
Брэндон Байро родился 11 марта 1998 года в деревне Шервуд-Парк провинции Альберта, где впервые встал на коньки и начал заниматься хоккеем. В 2014 году продолжил юниорскую карьеру в городе Спрус-Гров в составе клуба «Спрус-Гров Сэйнтс» из лиги AJHL. В первом же сезоне с командой стал победителем плей-офф и был признан лучшим новичком сезона. Сыграл за команду два сезона и набрал 111 (53+58) очков за 97 матчей.
В 2016 году поступил в Пенсильванский университет, где продолжил хоккейную карьеру в лиге B1G (NCAA), одновременно получая высшее образование. 

### Профессиональная карьера
В июле 2025 года подписал однолетний контракт с клубом «Ак Барс».